# Goudaouta
Pour la municipalité, voir Goudaouta (municipalité).
Goudaouta (en géorgien : გუდაუთა; abkhaze : Гəдоуҭа; russe : Гудаута) est une ville de 7 700 habitants, située en Abkhazie, république sécessionniste de la Géorgie sur les bords de la mer Noire, à 37 km au nord-ouest de Soukhoumi et à 43 km de Gagra. Cette ville est le chef-lieu du district abkhaze et de la municipalité éponymes.

## Histoire
Des restes d'habitations datant du Néolithique ont été trouvés près de la rivière Kristik. Le nom de Goudaouta, vient de la rivière Goudaou traversant la ville. Selon une légende abkhaze, un jeune homme du nom de Gouda et une jeune fille du nom de Outa s'aimaient, mais ne purent se marier car ils appartenaient à des clans rivaux. Le jeune homme se jeta dans la rivière et Outa le suivit dans la mort.
Entre le Xe et le XIIIe siècle, plusieurs édifices religieux (églises, monastères) furent construits. 
Pendant l'époque soviétique, on construisit à l'ouest de la ville l'aéroport de Bombora avec une base militaire aérienne. L'Abkhazie fit sécession de la Géorgie en 1993. En 1999, selon les termes de l'accord d'Istanbul, la Russie consentit à en évacuer ses forces aériennes et à les remplacer par des forces de maintien de la paix, selon le mandat reçu de l'ONU. Le nouveau régime de Mikhail Saakachvili soupçonna les Russes d'y maintenir de l'armement.
Après la guerre d'août 2008, et la déclaration d'indépendance de la république d'Abkhazie, le président Sergueï Bagapch fit une déclaration, le 30 septembre, demandant le retour des troupes aériennes russes.

## Sites
Station balnéaire importante, plusieurs villages de bords de mer se situent à proximité, avec des plages qui bénéficient d'un climat subtropical. Les Monts d'or et Mysra sont des endroits prisés des touristes.
À Lykhny se trouvent des vestiges médiévaux et une église du Xe siècle dont l'intérieur est décoré de fresques du XIVe siècle. Une forteresse du XIIIe siècle à Abakhvatsa domine les environs.